# Serrat Llobater
El Serrat Llobater és una muntanya de 695 metres que es troba entre els municipis de Sant Feliu Sasserra, a la comarca del Bages i de Santa Maria de Merlès, a la comarca catalana del Berguedà.